# كازي (بلدية في مقاطغة لونجوب)
كازي (بالإنجليزية: Kazi Township, Lhünzhub County)‏ هي بلدية تقع في الصين في Lhünzhub County. يقدر عدد سكانها وترتفع عن سطح البحر 3,808 متر.